# Jacob Robert Huber
Jacob Robert Huber, född den 23 januari 1844 i Basel, död  22 december 1905 i Helsingfors, var en finlandssvensk ingenjör och företagare född i Schweiz. Huber byggde flera europeiska städers vattenledningar inklusive Helsingfors och grundade företaget Huber.
Huber fick sin tekniska utbildning i Basel.
I början av sin karriär jobbade Huber runtom i Europa i Paris, Köln, Bochum och Wien. 1872 skickades han till Helsingfors för att jobba med stadens vattenledning, där han även kom i kontakt med ingenjör Endre Lekve. Fem år senare, år 1877, kan Helsingfors vattenledning sägas ha blivit färdig. Huber erbjöds anställning i Helsingfors som chef för vattenförsörjningsverket. Han beslöt sig att istället överta bolaget Neptun som grundats för att driva byggandet av vattenledningen. Under Hubers ledning växte bolaget stort med filialer i Viborg, Tammerfors och Åbo. Efter Hubers död år 1905 ombildades aktiebolaget till ett familjebolag och sammanslogs år 1921 med ett annat företag i samma bransch. Företaget blev känt som Huber och inköptes av koncernen YIT år 1995.
Huber var gift med Emma Maria Arvidsson, född i Stockholm - de fick tre söner.